# Тёмнобрюхая полёвка
Тёмнобрюхая полёвка или чернобрюхая полёвка (лат. Eothenomys melanogaster) — это вид рода китайских полёвок из подсемейства полевок (Arvicolinae). Встречается на большей части юга Китая, а также на Тайване и в прилегающих регионах Индии, Мьянмы, Таиланда и Вьетнама. Вид избран Джерритом Смитом Миллером в качестве типового вида для рода Eothenomys.

## Описание

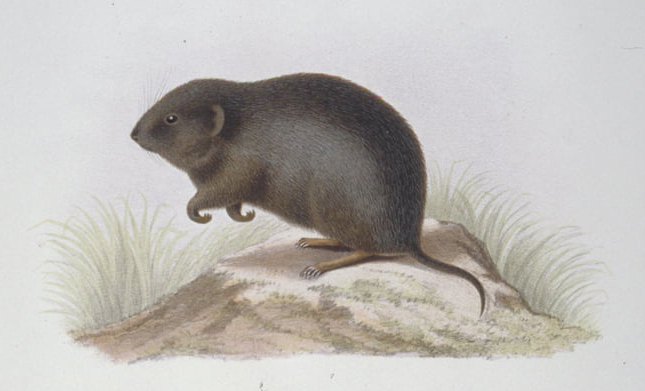
Анри Мильн-Эвардс писал в 1871 году: "верхняя сторона тела иногда темно-чёрная, иногда с коричневой рябью. В этом отношении есть довольно большие отличия, и если бы у меня
не было перед глазами большой серии индивидуумов, у меня был бы соблазн обозначить эти цветовые вариации как указание на конкретные различия".

Тёмнобрюхая полёвка — сравнительно крупный вид этого рода: длина головы и туловища составляет от 8,7 до 10,8 см, а длина хвоста — от 2,1 до 4,2 см. Длина задней ступни составляет от 15 до 17 миллиметров, длина ушной раковины — от 10 до 12 миллиметров. По сравнению с другими близкородственными видами этого же рода это зверек средних размеров. Животные из популяций провинций Сычуань и Юньнань в среднем меньше животных из восточного Китая. Мех на спине темно-коричневый, иногда от черно-коричневого до почти черного. Брюшко грифельно-серая, частично с рыжими или коричневыми смывами. Хвост средней длины для видов комплекса видов Eothenomys melanogaster, он темно-коричневый сверху и немного светлее снизу.

## Ареал
Тёмнобрюхая полёвка встречается на большей части юга Китая, а также на Тайване и в прилегающих регионах Индии, Мьянмы, Таиланда и Вьетнама. В Китае она живет в некоторых частях провинций Сычуань, Аньхой, Гуандун, западный Юньнань, юго-восток Тибетского автономного района (Сицзана), юг Ганьсу и юго-запад Шэньси.  В северной Индии обнаружены в горах Мишми и в верховьях реки Ноа-Дихинг на территории Аруначал-Прадеша, а в Юго-Восточной Азии есть находки в северной Мьянме и из изолированного участка ареала в Таиланде. По данным Г. В. Кузнецова во Вьетнаме к 2006 году эта полёвка была известна только из одного географического пункта на крайнем северо-западе в провинции Лаокай — Шапа, Фансипан. По мнению данного исследователя это находка относится к подвиду Eothenomys melanogaster confinii (Osgood, 1932).  
Высотные пределы распределения от 700 до 3000 метров.

## Образ жизни
Тёмнобрюхая полёвка обитает в основном в рододендронах и сосновых зарослях умеренного пояса гор на высотах от 700 до 3000 метров, в южных районах она встречается на более открытых участках, а также в сельскохозяйственных угодьях вблизи границы леса. В Юго-Восточной Азии животные обитают в тропических и субтропических горных лесах и лесах с умеренным климатом, где они живут среди листового опада в лесной подстилке .
Животные в основном травоядны и питаются разными частями растения. Средняя территория самцов составляет 417 м², самок — 467 м², при этом отдельные территории, даже однополых животных, сильно пересекаются, но территориальных конфликтов нет. Сезон размножения длится с февраля по март, а затем снова с сентября по октябрь, животные достигают максимальной численности с мая по июнь.

## Систематика
Тёмнобрюхая полёвка является  отдельным видом в пределах рода Eothenomys, который включает восемь видов. Первое научное описание принадлежит французскому зоологу Альфонсу Мильн-Эдвардсу, который описал этот вид в 1871 году, используя особей из Баосина (ранее Мупин) в западном Сычуане. Частично Eothenomys cachinus относили к этому же виду, но сегодня эту полёвку рассматривают как отдельный вид в комплексе видов Eothenomys melanogaster, к которому принадлежит также сама тёмнобрюхая полёвка  вместе с Eothenomys miletus.
Внутри вида выделяют несколько подвидов.  описывают шесть подвидов для ареалов распространения в Китае и Тайване: 
- Eothenomys melanogaster melanogaster на западе Сычуани, юге Ганьсу и востоке Шэньси.
- Eothenomys melanogaster chenduensis в провинции Сычуань.
- Eothenomys melanogaster colurnus в восточной части Сычуани к востоку от Аньхоя и к югу от Гуандуна.
- Eothenomys melanogaster kanoi на Тайване.
- Eothenomys melanogaster libonotus на западе Юньнани и на юго-востоке от Сизанга. Agrawal 2000 также признает этот подвид в Аруначал-Прадеше, Индии и Мьянме[9].
- Eothenomys melanogaster mucronatus на юго-западе Сычуани.

## Статус, угроза и защита
Рыжая полевка Пер Давида классифицируется Международным союзом охраны природы и природных ресурсов (МСОП) как вызывающая наименьшую озабоченность. Это оправдано большой площадью ареала и предполагаемыми большими популяциями этого вида, которые также встречаются на охраняемых территориях. Потенциальные риски опасности для всей популяции этого вида отсутствуют; на местном уровне, особенно в Юго-Восточной Азии, они находятся под угрозой потери среды обитания и обезлесения в районе распространения из-за распространения сельскохозяйственных земель и поселений. 